# Bucephala
Bucephala – rodzaj ptaków z podrodziny kaczek (Anatinae) w rodzinie kaczkowatych (Anatidae).

## Zasięg występowania
Rodzaj obejmuje gatunki występujące w Ameryce Północnej i Eurazji.

## Morfologia
Długość ciała 32–53 cm, rozpiętość skrzydeł 54–84 cm; masa ciała samców 355–1406 g, samic 230–1133 g.

## Systematyka

### Etymologia
- Clangula: nowołac. clangula „mały krzykacz, gaduła”, od zdrobnienia łac. clangere „zabrzmieć” (por. gr. κλαγγαζω klangazō „krzyki żurawi”; κλαγγη klangē „płacz, krzyk”)[10]. Gatunek typowy: Anas Clangula Linnaeus, 1758.
- Glaucion: epitet gatunkowy Anas glaucion Linnaeus, 1766; gr. γλαυκιον glaukion „rodzaj kaczki z jaskrawymi oczyma”, od γλαυκος glaukos „modry”[11]. Gatunek typowy: Anas Clangula Linnaeus, 1758.
- Bucephala: epitet gatunkowy Anas bucephala Linnaeus, 1766; gr. βουκεφαλος boukephalos „byko-głowy”, „wielkogłowy”, od βους bous „byk”; -κεφαλος -kephalos „-głowy”, od κεφαλη kephalē „głowa”[12].
- Charitonetta: gr. χαρις kharis, χαριτος kharitos „wdzięk, piękny”, od χαιρω khairō „cieszyć się”; νηττα nētta „kaczka”[13]. Gatunek typowy: Anas Albeola Linnaeus, 1758.
- Glaucionetta: gr. γλαυκιον glaukion „rodzaj kaczki z jaskrawymi oczyma”, od γλαυκος glaukos „modry”; νηττα nētta „kaczka”[14]. Gatunek typowy: Anas Clangula Linnaeus, 1758.
- Clanganas: łac. clangor, clangoris „tubalny, brzęczący”, od clangere „rozbrzmiewać”; anas, anatis „kaczka”[15]. Gatunek typowy: Anas islandica J.F. Gmelin, 1789.

### Podział systematyczny
Do rodzaju należą następujące gatunki:
- Bucephala albeola (Linnaeus, 1758) – gągołek
- Bucephala clangula (Linnaeus, 1758) – gągoł
- Bucephala islandica (J.F. Gmelin, 1789) – sierpiec